# الغفريات
الغفريات أو عائلة أنوبيدي أو سوسيات الخشب (بالإنجليزية: Anobiidae)‏ هي فصيلة من الخنفساء. وتميل يرقة عدد من الأنواع إلى الحفرِ في الخشب، مما يكسبها اسم «سوسة الخشب» أو «حفار الخشب». والقليل من أنواع هذه الفصيلة تعد آفات، وهي تسبب الضرر للأثاث الخشبي والهياكل المنزلية، وخاصةً وبشكل ملحوظ خنفساء الموت، والذي يعد اسمها العلمي Xestobium rufovillosum، وخنفساء الأثاث الشائعة، الذي يعد اسمها العلمي Anobium punctatum.
وتتضمن المجموعات الفرعية التالية:
- Anobiinae كيربي 1837
  - سوسة الخشب فبريسوس (Fabricius)، (خنفساء الأثاث) 1775
  - Gastrallus جاكلين دو فال Jacquelin du Val)، 1860
  - Hadrobregmus طومسون (Thomson)، 1859
  - Microbregma زايدليتس (Seidlitz)، 1889
  - Oligomerus ريدتين باتشر (Redtenbacher)، 1849
  - Priobium موتشالسكي (Motschulsky)، 1845
  - خنفساء المتاجر موتشالسكي، 1860 (خنفساء الأدوية)
- Dorcatominae طومسون، 1859
  - Anitys طومسون، 1863
  - Caenocara طومسون، 1859
  - دركتوم هربست (Herbst)، 1792
  - Stagetus ولاستون (Wollaston)، 1861
- Dryophilinae لوكونت (LeConte)، 1861
  - Dryophilus شيفرولات (Chevrolat)، 1832
  - Grynobius طومسون، 1859
- Ernobiinae بيك (Pic)، 1912
  - Episernus طومسون، 1863
  - Ernobius طومسون، 1859
  - Ochina ستارم (Sturm)، 1826 (الخنفساء الحافرة للبلاب)
  - Xestobium موتشالسكي،1845 (خنفساء ساعة الموت)
- Eucradinae لو كونتي (Le Conte)، 1861
  - Hedobia ديجان (Dejean)، 1821
- Ptilininae شاكارد (Shuckard)، 1840
  - Pseudoptilinus ليلر (Leiler)، 1963
  - Ptilinus مولر (Müller)، 1764
- خنافس العنكبوت لاتريلي (Latreille)، 1802 (خنفساء العنكبوت)
  - Eupauloecus مولسانت (Mulsant) وراي (Rey)، 1868
  - Gibbium سكوبولي (Scopoli)، 1777
  - Mezium كورتيس (Curtis)، 1828
  - Niptus بويلدا (Boieldieu)، 1856
  - Pseudeurostus هايدين (Heyden)، 1906
  - هبون لينيوس (Linnaeus)، 1767
  - Sphaericus ولاستون، 1854
  - Trigonogenius سولير (Solier)، 1849
- Xyletininae جيستيل (Gistel)، 1856
  - شعري الجلد ستيفنس (Stephens)، 1835 (خنفساء السيجارة)
  - Xyletinus لاتريلي (Latreille)، 1809